# Il vero nome
Il vero nome (True Names) è un romanzo breve di fantascienza scritto da Vernor Vinge, pubblicato nel 1981, candidato sia al Premio Hugo sia al Premio Nebula.
Con quest'opera Vinge ha introdotto nella fantascienza il concetto di realtà virtuale e dato forma all'ambiente simulato della rete globale informatica per il quale William Gibson conierà l'anno dopo il neologismo cyberspazio in La notte che bruciammo Chrome (1982) e che entrerà nell'immaginario collettivo attraverso i racconti e romanzi del sottogenere cyberpunk.

## Storia editoriale
Vinge ebbe l'idea per questa storia nell'estate del 1979. Presentò il manoscritto agli editori e, accogliendo il suggerimento di Jim Frenkel di allungarlo per migliorarne il finale, completò una nuova stesura nel 1980.
Pubblicato nel 1981 nel volume doppio Binary Star No. 5 accoppiato ad un altro romanzo breve, Dieci piccoli umani (Nightflyers) di George R. R. Martin, Il vero nome fu presentato per la prima volta in forma autonoma nel 1984, accompagnato da illustrazioni di Bob Walters e da una postfazione di Marvin Minsky.
È stato pubblicato in italiano per la prima volta nel 2003, con un'introduzione di fine anni novanta dello stesso autore.

## Trama
Roger Pollack, affermato scrittore di videoromanzi e giochi di ruolo elettronici, conduce una seconda vita segreta, soddisfacente quanto quella pubblica, nel mondo virtuale dell'Altro Piano (Other Plane), nel quale è Mr. Slippery, esperto "negromante" (warlock) che compie ardite scorribande informatiche tra banche dati pubbliche e private, soprattutto per divertimento e sfida di abilità, a differenza di altri membri della sua Congrega (Coven), come Robin Hood e Wiley J. Bastard, mossi dal banale profitto economico.
Quando però il Grande Nemico, cioè il governo, riesce a scoprire la sua identità nel mondo reale, il suo Vero Nome, per evitare la prigione o il definitivo esilio dalle reti informatiche Roger è costretto a mettere le proprie abilità al servizio dei federali per aiutarli a identificare ed eliminare una minaccia ben più pericolosa di quella costituita da lui e dai suoi amici, colui che nell'Altro Piano è conosciuto come il Postino (Mailman), il quale sta agendo massicciamente nella realtà virtuale con l'obiettivo di conquistare il potere nel mondo reale.
Mr. Slippery ottiene facilmente l'aiuto dell'esperta Strega Rossa Erythrina che si è già resa conto dell'enorme pericolo rappresentato dal Postino (secondo lei, il misterioso negromante ha sperimentato le sue enormi capacità causando un colpo di stato in Venezuela ed ha procurato la Vera Morte a DON.MAC, uno dei membri della Congrega) ed azzarda addirittura l'ipotesi di un'origine aliena per spiegare l'abitudine del Postino di non comunicare in tempo reale, per compensare un qualche ritardo temporale, forse dovuto ad una distanza di proporzioni spaziali.
Per riuscire a confrontarsi alla pari con il temibile avversario, i due negromanti hanno bisogno non solo di attingere a tutte le risorse offerte loro dai federali, ma di espandere la loro percezione fino a livelli mai raggiunti prima, sfruttando l'intera rete globale e diventando pericolosi quanto e più del Postino. La battaglia sull'Altro Piano causa un completo collasso dei mezzi di comunicazione e una crisi economica mondiale, ma il risultato è raggiunto, il Postino è neutralizzato e Mr. Slippery ed Erythrina riescono a rinunciare spontaneamente all'esaltante status sovraumano, quando si rendono conto che non sarebbero governanti migliori di quelli esistenti.
Roger Pollack riesce ad incontrare nel mondo reale Erythrina, alias Debbie Charteris, un'anziana donna che lavorava come dattilografa prima dell'era informatica, la quale gli rivela di aver capito che il Postino non è una persona, ma un semplice programma, progettato molti anni prima dal governo per automatizzare i sistemi di difesa e poi abbandonato, autosviluppatosi nel corso del tempo. Lo stratagemma di non comunicare in tempo reale nascondeva la sua identità di simulazione artificiale. La donna gli rivela infine qualcosa di ancor più importante, il suo tentativo radicale di far evolvere ulteriormente il Postino trasferendogli la propria personalità e garantendo così a se stessa una sorta di immortalità, forse con il futuro progresso tecnologico a disposizione di tutta l'umanità.

## L'Altro Piano (Other Plane)
Gli utenti accedono all'Altro Piano, il luogo simulato della rete globale informatica, attraverso Portali EEG, che generano uno scenario visivo mediato dall'immaginazione degli utenti stessi.
Questo mondo virtuale è costruito come l'ambientazione di un gioco di ruolo fantasy, perché per la mente umana è più facile utilizzare immagini, metafore e terminologia della letteratura fantastica per descrivere un ambiente virtuale e sfruttare il concetto della magia per riuscire a manipolarlo in maniera efficace, invece di doversi limitare ai moderni concetti informatici.
Vinge si riferisce ai suoi personaggi definendoli "stregoni" o "negromanti" (warlocks), come da terminologia fantasy, non utilizza mai il termine hacker. I federali si riferiscono a loro anche come "vandali" (vandals).

## Riconoscimenti
Nel 2007 è stato incluso nella Hall of Fame del Premio Prometheus.

## Edizioni
- Vernor Vinge, True Names, illustrazioni di Bob Walters, postfazione di Marvin Minsky, Bluejay Books, 1984,  pp. 153 p., ISBN 0-312-94444-6.
- Vernor Vinge, Il vero nome, traduzione di Gianluigi Zuddas, introduzione di Vernor Vinge, postfazione di Marvin Minsky, collana Cosmo serie argento n. 329, Editrice Nord, 2003,  pp. 140 p., ISBN 88-429-1240-9.